# Sonate pour violoncelle et piano de Britten
Pour les articles homonymes, voir Sonate pour violoncelle et piano.
La Sonate pour violoncelle et piano en ut op. 65 de Benjamin Britten est une œuvre de musique de chambre composée en 1961.

## Historique
Conçue à l'automne 1960, lors d'un séjour en Grèce de Britten, elle fut écrite en janvier 1961 et est dédiée à Mstislav Rostropovitch dont le jeu inspira le compositeur britannique.

## Structure
1. Dialogo : Allegro - 7 min 00 s
2. Scherzo-pizzicato : Allegretto - 2 min 30 s
3. Elegia : Lento - 6 min 00 s
4. Marcia : Energico - 2 min 10 s
5. Moto perpetuo : Poco presto - 2 min 40 s

Son exécution dure environ 18 minutes.

## Discographie sélective
- Sonata for Cello and Piano, par Mstislav Rostropovitch et Benjamin Britten, Decca Records, 1989.